# Ahmose Aametju
Ahmose Aametju (auch Aametju, genannt Ahmose) war ein hoher altägyptischer Beamter aus der Zeit des Neuen Reiches. Er war Wesir und amtierte bis zum fünften Jahr unter Hatschepsut/Thutmosis III. In der frühen Regierungszeit bekleidete er zudem die Ämter eines Obersten Richters und Stadtvorstehers („Imi-ra-niut“). Mit seiner Frau Ta-Aametju zeugte er seinen Nachfolger Useramun, der ihm zu Ehren die Nordwand eines am Gebel el-Silsile errichteten Felsschreines (Nr. 17) widmete. Das Grab des Ahmose Aametju TT83 befand sich in Theben in der Nekropole Scheich Abd el-Qurna.